# Biathlon-Weltmeisterschaften 2013

Logo der WM

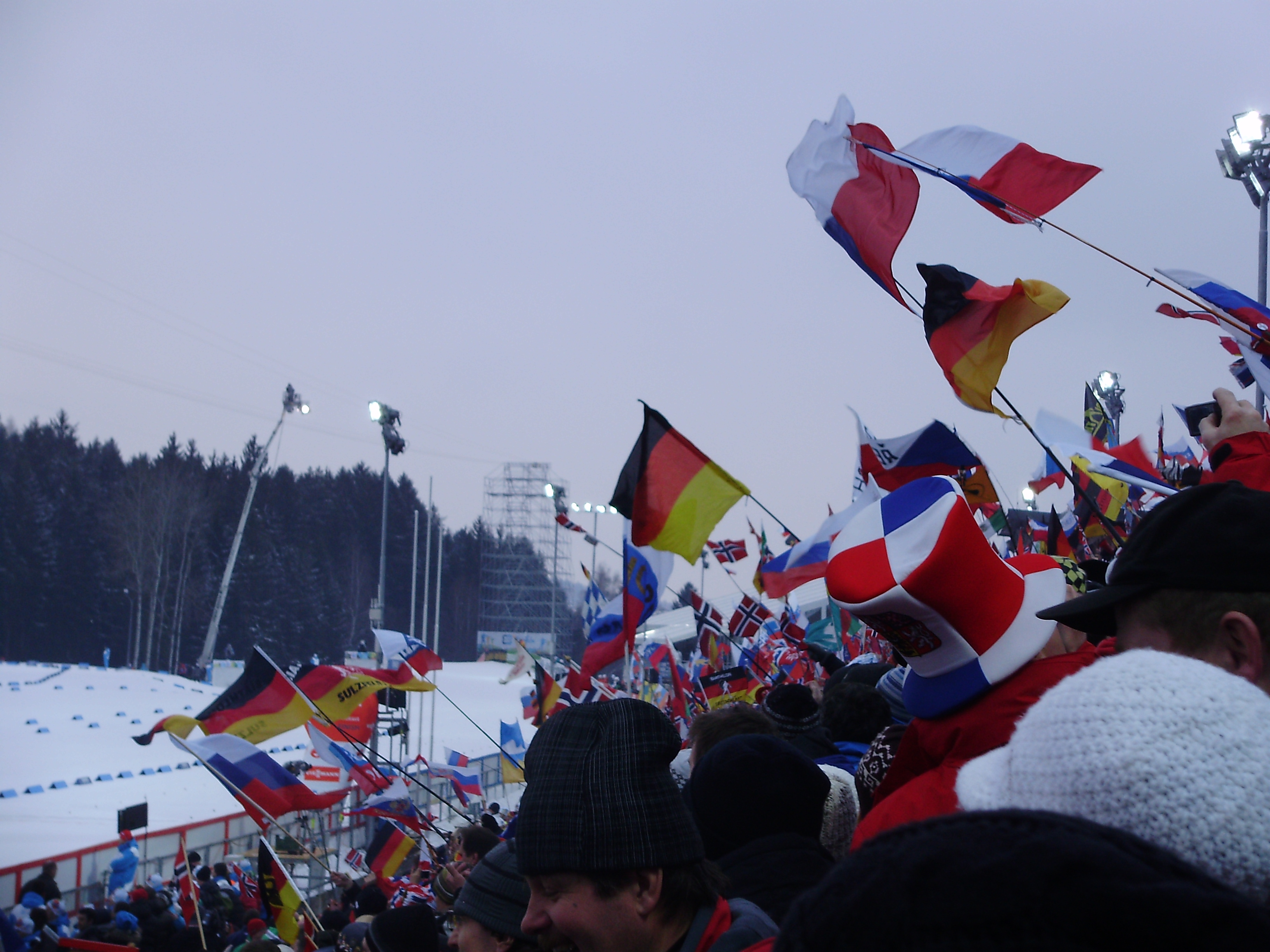
Zuschauer im Stadion während der Weltmeisterschaften

Die 46. Biathlon-Weltmeisterschaften fanden vom 6. bis 17. Februar 2013 im tschechischen Wintersportort Nové Město na Moravě statt. Die Wettbewerbe wurden in der Vysočina Arena und auf den umliegenden Rennstrecken ausgetragen. Gemeldet waren 377 Sportler aus 43 Nationen.
Im Folgejahr 2014 standen als Saisonhöhepunkt turnusmäßig die Olympischen Winterspiele auf dem Programm. Da dort alle WM-Wettbewerbe auf dem Programm standen, gab es 2014 keine Biathlon-Weltmeisterschaften.

## Wahl des Ausrichters
Für die tschechische Kleinstadt war die Ausrichtung von Biathlon-Weltmeisterschaften eine Premiere, nachdem dort bereits die Biathlon-Europameisterschaften 2008 und die Biathlon-Juniorenweltmeisterschaften 2011 ausgetragen wurden. Nové Město na Moravě setzte sich in der Abstimmung mit mehr als der Hälfte der Stimmen gegen die norwegische Hauptstadt Oslo sowie gegen Kontiolahti durch. Zuvor hatte die Stadt auch für die Biathlon-Weltmeisterschaften 2012 kandidiert, sich dann aber ob der als aussichtsreicher scheinenden Bewerbung Ruhpoldings zurückgezogen.
Unterstützt wurde Nové Město na Moravě bei der Bewerbung um die Weltmeisterschaften von dem tschechischen Biathleten Michal Šlesingr und Tomasz Sikora aus Polen.

## Wettbewerbe
Die Wettbewerbe waren identisch mit denen der letzten Weltmeisterschaften 2012 in Ruhpolding. Ausgetragen wurden mit Sprint, Verfolgung, Einzelwettkampf, Massenstart und Staffel je fünf Disziplinen für Frauen und Männer. Als elfter Wettbewerb kam die Mixed-Staffel hinzu, die mit festen Regeln inzwischen fester Bestandteil bei Weltmeisterschaften war und 2014 auch olympisch wurde.

## Zeitplan
| Datum            | Männer          | Männer                                  | Frauen                                  | Frauen                                  |
| ---------------- | --------------- | --------------------------------------- | --------------------------------------- | --------------------------------------- |
| 6. Februar (Mi)  | Eröffnungsfeier | Eröffnungsfeier                         | Eröffnungsfeier                         | Eröffnungsfeier                         |
| 7. Februar (Do)  | 17:30           | Mixed-Staffel (2 × 6 km und 2 × 7,5 km) | Mixed-Staffel (2 × 6 km und 2 × 7,5 km) | Mixed-Staffel (2 × 6 km und 2 × 7,5 km) |
| 8. Februar (Fr)  | Training        | Training                                | Training                                | Training                                |
| 9. Februar (Sa)  | 13:00           | Sprint (10 km)                          | 16:15                                   | Sprint (7,5 km)                         |
| 10. Februar (So) | 13:00           | Verfolgung (12,5 km)                    | 16:15                                   | Verfolgung (10 km)                      |
| 11. Februar (Mo) | Training        | Training                                | Training                                | Training                                |
| 12. Februar (Di) | Training        | Training                                | Training                                | Training                                |
| 13. Februar (Mi) |                 |                                         | 17:15                                   | Einzel (15 km)                          |
| 14. Februar (Do) | 17:15           | Einzel (20 km)                          |                                         |                                         |
| 15. Februar (Fr) |                 |                                         | 17:15                                   | Staffel (4 × 6 km)                      |
| 16. Februar (Sa) | 15:15           | Staffel (4 × 7,5 km)                    |                                         |                                         |
| 17. Februar (So) | 15:00           | Massenstart (15 km)                     | 12:00                                   | Massenstart (12,5 km)                   |

## Resultate Männer

### Sprint 10 km
| Platz | Sportler             | Zeit/Rückstand | Schießfehler |
| ----- | -------------------- | -------------- | ------------ |
| 01    | Emil Hegle Svendsen  | 023:25,1 min   | 1 (0+1)      |
| 02    | Martin Fourcade      | 0+8,1 s        | 1 (0+1)      |
| 03    | Jakov Fak            | +11,2 s        | 0 (0+0)      |
| 04    | Ole Einar Bjørndalen | +19,9 s        | 1 (0+1)      |
| 05    | Dmitri Malyschko     | +23,2 s        | 0 (0+0)      |
| 06    | Alexis Bœuf          | +25,0 s        | 0 (0+0)      |
| 07    | Anton Schipulin      | +32,9 s        | 1 (1+0)      |
| 08    | Fredrik Lindström    | +38,0 s        | 2 (1+1)      |
| 09    | Jewgeni Ustjugow     | +38,4 s        | 1 (0+1)      |
| 10    | Simon Eder           | +38,6 s        | 0 (0+0)      |
| …     |                      |                |              |

Datum: Samstag, 9. Februar 2013, 13:00 Uhr
Gemeldet und am Start: 136 Athleten
Weitere Teilnehmer aus deutschsprachigen Ländern und Provinzen:

 Erik Lesser 24:14,5 min (0+1) 12. Platz /  Lukas Hofer 24:22,2 min (0+1) 14. Platz

 Dominik Landertinger 24:23,3 min (0+1) 15. Platz /  Arnd Peiffer 24:33,2 min (1+0) 16. Platz

 Andreas Birnbacher 24:49,8 min (0+2) 23. Platz
 Benjamin Weger 24:52,6 min (1+0) 25. Platz

 Simon Schempp 25:01,3 min (0+2) 28. Platz /  Daniel Mesotitsch 25:04,2 min (0+2) 33. Platz

 Claudio Böckli 25:38,3 min (0+0) 48. Platz /  Dominik Windisch 25:55,9 min (1+3) 58. Platz

 Julian Eberhard 26:13,6 min (2+3) 67. Platz

 Mario Dolder 26:39,0 min (1+3) 79. Platz /  Simon Hallenbarter 26:43,6 min (1+2) 82. Platz

 Thorsten Langer 28:33,0 min (2+0) 119. Platz /  Thierry Langer 28:58,5 min (0+2) 123. Platz

### Verfolgung 12,5 km
| Platz | Sportler             | Zeit/Rückstand | Schießfehler |
| ----- | -------------------- | -------------- | ------------ |
| 01    | Emil Hegle Svendsen  | 032:35,5 min   | 1 (0+0+0+1)  |
| 02    | Martin Fourcade      | 0+0,1 s        | 2 (0+1+1+0)  |
| 03    | Anton Schipulin      | 0+3,6 s        | 1 (0+0+1+0)  |
| 04    | Dmitri Malyschko     | 0+5,4 s        | 0 (0+0+0+0)  |
| 05    | Dominik Landertinger | +20,4 s        | 0 (0+0+0+0)  |
| 06    | Jakov Fak            | +29,7 s        | 1 (0+0+0+1)  |
| 07    | Fredrik Lindström    | +43,4 s        | 1 (0+0+1+0)  |
| 08    | Alexis Bœuf          | +46,6 s        | 2 (0+0+2+0)  |
| 09    | Björn Ferry          | +48,1 s        | 0 (0+0+0+0)  |
| 10    | Ole Einar Bjørndalen | +51,5 s        | 4 (2+0+1+1)  |
| …     |                      |                |              |

Datum: Sonntag, 10. Februar 2013, 13:00 Uhr
Gemeldet: 60 Athleten; nicht gestartet (DNS): 2; nicht im Ziel (DNF): 1
Weitere Teilnehmer aus deutschsprachigen Ländern und Provinzen:

 Lukas Hofer 33:32,8 min (0+2+0+0) 11. Platz

 Simon Eder 33:50,5 min (0+0+2+1) 12. Platz

 Erik Lesser 34:06,0 min (1+0+2+1) 14. Platz

 Simon Schempp 34:24,4 min (0+0+0+1) 18. Platz

 Arnd Peiffer 34:39,8 min (0+0+2+1) 21. Platz

 Andreas Birnbacher 34:41,7 min (0+1+1+1) 22. Platz

 Daniel Mesotitsch 34:58,7 min (0+0+2+1) 27. Platz

 Dominik Windisch 35:36,4 min (0+0+1+1) 33. Platz

 Benjamin Weger 36:13,1 min (0+1+1+1) 35. Platz

 Claudio Böckli 38:02,8 min (2+0+0+1) 51. Platz

### Einzel 20 km
| Platz | Sportler                | Zeit/Rückstand | Schießfehler |
| ----- | ----------------------- | -------------- | ------------ |
| 01    | Martin Fourcade         | 049:43,0 min   | 1 (0+0+0+1)  |
| 02    | Tim Burke               | +23,5 s        | 1 (0+0+0+1)  |
| 03    | Fredrik Lindström       | +33,7 s        | 1 (0+0+0+1)  |
| 04    | Ondrej Moravec          | +48,6 s        | 2 (1+0+0+1)  |
| 05    | Björn Ferry             | +1:11,8 min    | 1 (1+0+0+0)  |
| 06    | Simon Fourcade          | +1:18,4 min    | 1 (0+0+1+0)  |
| 07    | Lukas Hofer             | +1:19,0 min    | 2 (0+0+0+2)  |
| 08    | Andreas Birnbacher      | +1:36,6 min    | 2 (1+0+0+1)  |
| 09    | Henrik L’Abée-Lund      | +1:37,3 min    | 2 (0+0+0+2)  |
| 10    | Jean-Philippe Leguellec | +1:48,4 min    | 1 (0+0+0+1)  |
| …     |                         |                |              |

Datum: Donnerstag, 14. Februar 2013, 17:15 Uhr
Gemeldet: 136 Athleten; nicht gestartet (DNS): 1; nicht im Ziel (DNF): 5
Weitere Teilnehmer aus deutschsprachigen Ländern und Provinzen:

 Dominik Landertinger 52:00,0 min (0+1+0+1) 14. Platz

 Dominik Windisch 52:31,2 min (0+2+1+0) 18. Platz

 Benjamin Weger 52:32,1 min (0+1+0+0) 19. Platz

 Ivan Joller 52:52,1 min (0+0+0+0) 24. Platz

 Arnd Peiffer 53:07,5 min (1+1+1+0) 28. Platz

 Erik Lesser 53:32,6 min (1+2+0+0) 34. Platz

 Claudio Böckli 53:56,7 min (1+0+0+0) 38. Platz

 Florian Graf 54:06,0 min (1+1+0+2) 40. Platz

 Simon Eder 54:16,1 min (0+2+1+1) 42. Platz

 Daniel Mesotitsch 54:38,7 min (1+1+1+0) 45. Platz

 Mario Dolder 55:54,4 min (0+0+2+2) 58. Platz

 Fritz Pinter 56:58,1 min (1+1+0+3) 68. Platz

### Massenstart 15 km
| Platz | Sportler               | Zeit/Rückstand | Schießfehler |
| ----- | ---------------------- | -------------- | ------------ |
| 01    | Tarjei Bø              | 036:15,8 min   | 0 (0+0+0+0)  |
| 02    | Anton Schipulin        | 0+3,7 s        | 1 (0+0+1+0)  |
| 03    | Emil Hegle Svendsen    | 0+7,4 s        | 1 (0+1+0+0)  |
| 04    | Ondrej Moravec         | +10,4 s        | 1 (0+0+1+0)  |
| 05    | Erik Lesser            | +12,8 s        | 1 (1+0+0+0)  |
| 06    | Dominik Landertinger   | +16,7 s        | 1 (0+0+1+0)  |
| 07    | Jean-Guillaume Béatrix | +19,6 s        | 2 (1+0+1+0)  |
| 08    | Björn Ferry            | +22,5 s        | 0 (0+0+0+0)  |
| 09    | Simon Fourcade         | +36,3 s        | 2 (1+0+1+0)  |
| 10    | Martin Fourcade        | +36,8 s        | 2 (0+1+0+1)  |
| …     |                        |                |              |

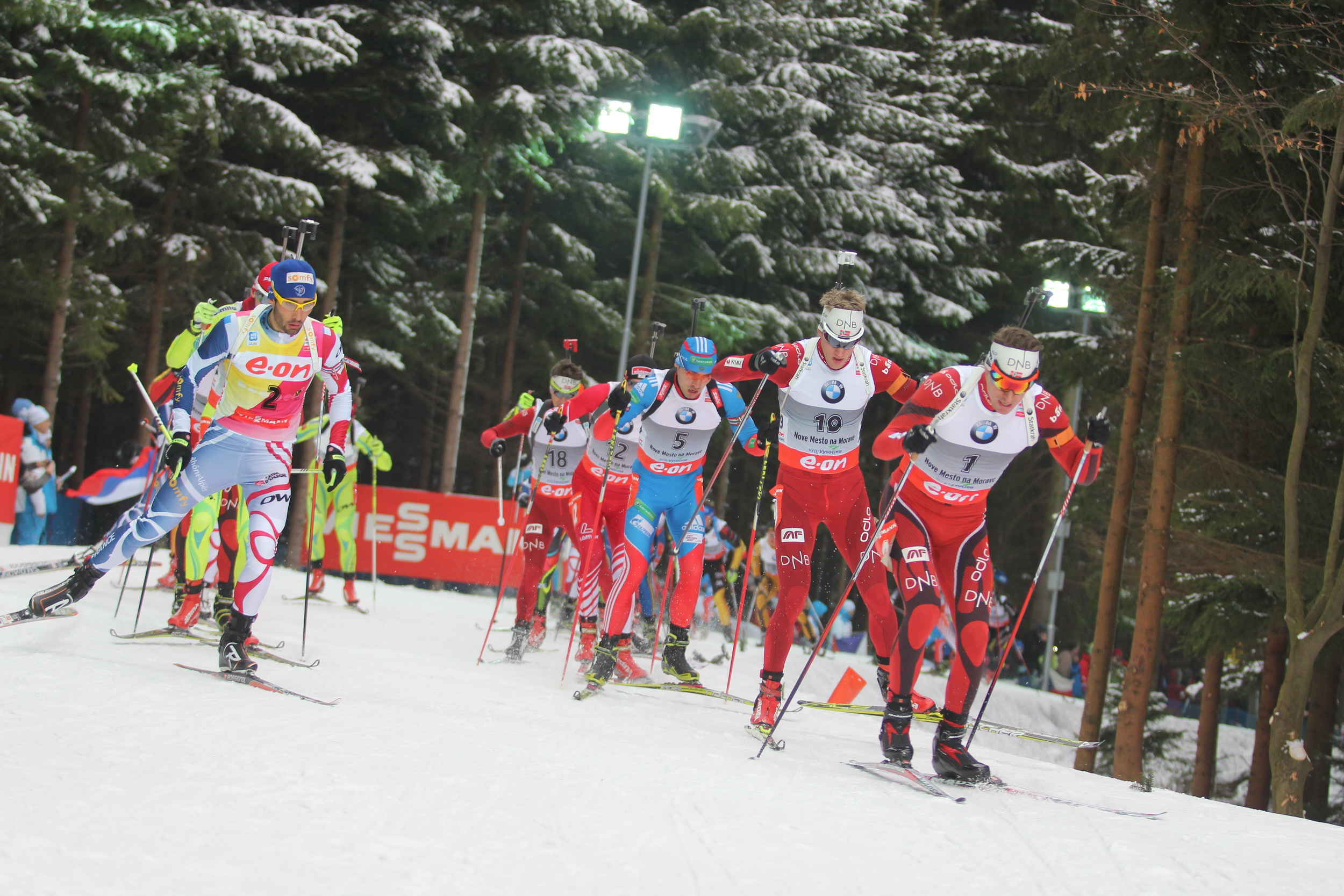
Massenstart der Männer

Datum: Sonntag, 17. Februar 2013, 15:00 Uhr
Gemeldet und am Start: 30 Athleten
Weitere Teilnehmer aus deutschsprachigen Ländern und Provinzen:

 Andreas Birnbacher 36:53,0 min (1+0+0+1) 11. Platz

 Simon Schempp 37:25,9 min (1+1+1+0) 14. Platz

 Simon Eder 37:48,4 min (1+0+0+1) 18. Platz

 Lukas Hofer 38:08,7 min (3+0+0+0) 21. Platz

 Arnd Peiffer 38:24,7 min (0+2+0+0) 23. Platz

 Benjamin Weger 38:55,9 min (1+0+2+0) 27. Platz

### Staffel 4 × 7,5 km
| Platz | Land/Sportler                                                                                   | Zeit/Rückstand | Strafrunden + Nachlader                 |
| ----- | ----------------------------------------------------------------------------------------------- | -------------- | --------------------------------------- |
| 01    | Norwegen 0000Ole Einar Bjørndalen 0000Henrik L’Abée-Lund 0000Tarjei Bø 0000Emil Hegle Svendsen  | 1:15:39,0 h00  | 0+2 0+3 0+1 0+2 0+0 0+0 0+1 0+0 0+0 0+1 |
| 02    | Frankreich 0000Simon Fourcade 0000Jean-Guillaume Béatrix 0000Alexis Bœuf 0000Martin Fourcade    | 0+1:12,8 min   | 0+1 0+7 0+1 0+3 0+0 0+1 0+0 0+2         |
| 03    | Deutschland 0000Simon Schempp 0000Andreas Birnbacher 0000Arnd Peiffer 0000Erik Lesser           | 0+1:18,5 min   | 0+0 2+3 0+0 0+0 0+0 2+3                 |
| 04    | Russland 0000Anton Schipulin 0000Jewgeni Ustjugow 0000Jewgeni Garanitschew 0000Dmitri Malyschko | 0+1:24,1 min   | 0+1 2+6 0+0 0+1 0+0 2+3 0+1 0+1         |
| 05    | Österreich 0000Simon Eder 0000Daniel Mesotitsch 0000Christoph Sumann 0000Dominik Landertinger   | 0+1:38,9 min   | 0+0 0+5 0+0 0+0 0+0 0+2 0+0 0+1 0+0 0+2 |
| 06    | Tschechien 0000Michal Šlesingr 0000Ondřej Moravec 0000Jaroslav Soukup 0000Michal Krčmář         | 0+2:50,1 min   | 0+3 0+6 0+0 0+1 0+2 0+2 0+1 0+2 0+0 0+1 |
| 07    | Italien 0000Christian De Lorenzi 0000Dominik Windisch 0000Christian Martinelli 0000Lukas Hofer  | 0+3:04,9 min   | 0+3 1+6 0+0 1+3 0+2 0+0 0+1 0+1 0+0 0+2 |
| 08    | Kanada 0000Jean-Philippe Leguellec 0000Scott Gow 0000Nathan Smith 0000Scott Perras              | 0+3:05,7 min   | 0+4 0+5 0+1 0+1 0+2 0+1 0+1 0+0 0+0 0+3 |
| 09    | Bulgarien 0000Michail Kletscherow 0000Miroslaw Kenanow 0000Wladimir Iliew 0000Krassimir Anew    | 0+3:11,6 min   | 0+2 0+3 0+1 0+0 0+0 0+1 0+1 0+1 0+0 0+1 |
| 10    | Slowakei 0000Dušan Šimočko 0000Pavol Hurajt 0000Matej Kazár 0000Miroslav Matiaško               | 0+3:27,8 min   | 0+5 0+4 0+1 0+0 0+1 0+2 0+2 0+1 0+1 0+1 |
| …     |                                                                                                 |                |                                         |

Datum: Samstag, 16. Februar 2013, 15:15 Uhr
Gemeldet und am Start: 25 Nationen, überrundet (LAP): 13
Weitere Staffeln aus deutschsprachigen Ländern und Teilnehmer aus deutschsprachigen Provinzen:

 Schweiz: Ivan Joller, Benjamin Weger, Claudio Böckli und Mario Dolder; überrundet (3+12); 18. Platz

## Resultate Frauen

### Sprint 7,5 km
| Platz | Sportlerin           | Zeit/Rückstand | Schießfehler |
| ----- | -------------------- | -------------- | ------------ |
| 01    | Olena Pidhruschna    | 021:02,1 min   | 0 (0+0)      |
| 02    | Tora Berger          | 0+6,4 s        | 1 (0+1)      |
| 03    | Wita Semerenko       | +22,8 s        | 0 (0+0)      |
| 04    | Olga Saizewa         | +24,5 s        | 1 (0+1)      |
| 05    | Olga Wiluchina       | +25,3 s        | 0 (0+0)      |
| 06    | Miriam Gössner       | +33,1 s        | 2 (2+0)      |
| 07    | Krystyna Pałka       | +34,5 s        | 1 (0+1)      |
| 08    | Ann Kristin Flatland | +35,5 s        | 0 (0+0)      |
| 09    | Kaisa Mäkäräinen     | +40,8 s        | 1 (2+0)      |
| 10    | Veronika Vítková     | +50,6 s        | 0 (0+0)      |
| …     |                      |                |              |

Datum: Samstag, 9. Februar 2013, 16:15 Uhr

Gemeldet: 115 Athletinnen; nicht am Start (DNS): 1; disqualifiziert (DSQ): 1; die bosnisch-herzegowinische Athletin Tanja Karišik wurde gemäß der IBU-Regeln – heute Nr. 7.1 (Verlassen der markierten Strecke, Befahren einer falschen Strecke, Befahren der Runden in einer falschen Reihenfolge oder der falschen Richtung) – disqualifiziert.

Weitere Teilnehmer aus deutschsprachigen Ländern und Provinzen:

 Franziska Hildebrand 21:57,2 min (0+0) 13. Platz

 Dorothea Wierer 22:13,0 min (0+1) 21. Platz

 Karin Oberhofer 22:30,4 min (1+1) 29. Platz

 Iris Schwabl 22:32,1 min (0+0) 30. Platz /  Andrea Henkel 22:34,7 min (1+2) 33. Platz

 Elisa Gasparin 22:44,7 min (0+0) 36. Platz

 Alexia Runggaldier 22:45,9 min (0+0) 37. Platz

 Selina Gasparin 23:01,2 min (0+3) 42. Platz /  Romana Schrempf 23:17,2 min (1+2) 52. Platz

 Nadine Horchler 24:28,8 min (1+3) 84. Platz

 Patricia Jost 24:31,2 min (1+1) 86. Platz

 Aita Gasparin 25:00,4 min (1+1) 94. Platz /  Katharina Innerhofer 25:25,4 min (2+3) 97. Platz

### Verfolgung 10 km
| Platz | Sportlerin           | Zeit/Rückstand | Schießfehler |
| ----- | -------------------- | -------------- | ------------ |
| 01    | Tora Berger          | 028:48,4 min   | 3 (0+1+2+0)  |
| 02    | Krystyna Pałka       | +18,5 s        | 2 (0+0+1+1)  |
| 03    | Olena Pidhruschna    | +21,5 s        | 2 (0+0+2+0)  |
| 04    | Olga Saizewa         | +23,0 s        | 3 (0+1+1+1)  |
| 05    | Jekaterina Glasyrina | +45,4 s        | 0 (0+0+0+0)  |
| 06    | Andrea Henkel        | +49,2 s        | 0 (0+0+0+0)  |
| 07    | Ann Kristin Flatland | +1:08,3 min    | 1 (0+1+0+0)  |
| 08    | Veronika Vítková     | +1:10,1 min    | 2 (0+0+1+1)  |
| 09    | Wita Semerenko       | +1:10,9 min    | 4 (2+1+0+1)  |
| 10    | Kaisa Mäkäräinen     | +1:15,5 min    | 4 (1+1+1+1)  |
| …     |                      |                |              |

Datum: Sonntag, 10. Februar 2013, 16:15 Uhr
Gemeldet und Gestartet: 60 Athletinnen
Weitere Teilnehmer aus deutschsprachigen Ländern und Provinzen:

 Franziska Hildebrand 30:33,6 min (1+1+1+0) 17. Platz

 Miriam Gössner 30:41,5 min (3+1+1+1) 21. Platz

 Karin Oberhofer 31:14,5 min (1+0+1+2) 26. Platz

 Dorothea Wierer 31:17,9 min (2+1+1+0) 30. Platz

 Iris Schwabl 31:40,7 min (0+1+1+0) 33. Platz

 Elisa Gasparin 31:48,3 min (0+0+0+2) 35. Platz

 Alexia Runggaldier 31:59,0 min (0+0+0+2) 39. Platz

 Selina Gasparin 32:20,8 min (0+0+0+2) 40. Platz

 Romana Schrempf 33:11,6 min (2+1+2+0) 49. Platz

### Einzel 15 km
| Platz | Sportlerin           | Zeit/Rückstand | Schießfehler |
| ----- | -------------------- | -------------- | ------------ |
| 01    | Tora Berger          | 044:52,5 min   | 0 (0+0+0+0)  |
| 02    | Andrea Henkel        | +52,7 s        | 0 (0+0+0+0)  |
| 03    | Walentyna Semerenko  | +1:42,5 min    | 1 (1+0+0+0)  |
| 04    | Anastasiya Kuzmina   | +1:55,0 min    | 2 (0+0+1+1)  |
| 05    | Wita Semerenko       | +2:25,9 min    | 1 (0+0+0+1)  |
| 06    | Olga Saizewa         | +2:30,9 min    | 2 (2+0+0+0)  |
| 07    | Jekaterina Glasyrina | +2:40,5 min    | 1 (0+0+1+0)  |
| 08    | Kaisa Mäkäräinen     | +2:45,8 min    | 3 (2+0+0+1)  |
| 09    | Marie Dorin-Habert   | +2:51,2 min    | 2 (0+1+1+0)  |
| 10    | Olga Wiluchina       | +3:03,6 min    | 1 (0+1+0+0)  |
| …     |                      |                |              |

Datum: Mittwoch, 13. Februar 2013, 17:15 Uhr
Gemeldet: 118 Athletinnen; nicht am Start (DNS): 2; nicht ins Ziel gekommen (DNF): 3
Weitere Teilnehmer aus deutschsprachigen Ländern und Provinzen:

 Selina Gasparin 49:09,6 min (0+1+0+2) 20. Platz /  Iris Schwabl 49:28,8 min (0+0+0+1) 24. Platz

 Nadine Horchler 49:45,9 min (0+0+1+0) 28. Platz /  Karin Oberhofer 49:47,8 min (1+0+1+1) 29. Platz

 Elisa Gasparin 50:31,6 min (0+0+0+1) 34. Platz /  Miriam Gössner 50:35,5 min (1+1+1+3) 35. Platz

 Michela Ponza 51:05,1 min (0+0+0+2) 41. Platz /  Franziska Hildebrand 52:31,7 min (0+3+0+2) 51. Platz

 Dorothea Wierer 53:15,3 min (3+2+0+0) 58. Platz /  Katharina Innerhofer 53:45,3 min (2+1+1+0) 64. Platz

 Patricia Jost 53:49,0 min (0+1+0+2) 65. Platz /  Romana Schrempf 54:24,6 min (1+5+1+0) 73. Platz

 Alexia Runggaldier 54:55,8 min (1+3+1+1) 78. Platz /  Aita Gasparin 55:52,4 min (1+0+1+2) 84. Platz

 Ramona Düringer 58:11,4 min (1+3+0+3) 97. Platz

### Massenstart 12,5 km
| Platz | Sportlerin         | Zeit/Rückstand | Schießfehler |
| ----- | ------------------ | -------------- | ------------ |
| 01    | Darja Domratschawa | 035:54,5 min   | 2 (1+0+0+1)  |
| 02    | Tora Berger        | 0+8,7 s        | 2 (1+0+1+0)  |
| 03    | Monika Hojnisz     | +27,6 s        | 1 (0+0+1+0)  |
| 04    | Vita Semerenko     | +46,6 s        | 2 (0+1+0+1)  |
| 05    | Olga Saizewa       | +52,1 s        | 2 (1+1+0+0)  |
| 06    | Miriam Gössner     | +52,1 s        | 4 (0+1+0+3)  |
| 07    | Krystyna Pałka     | +1:00,8 min    | 1 (0+0+0+1)  |
| 08    | Teja Gregorin      | +1:04,5 min    | (0+1+0+1)    |
| 09    | Marie Dorin-Habert | +1:10,8 min    | 2 (0+0+2+0)  |
| 10    | Jana Gerekova      | +1:17,7 min    | 3 (0+1+1+1)  |
| …     |                    |                |              |

Datum: Sonntag, 17. Februar 2013, 12:00 Uhr
Gemeldet: 30 Athletinnen; nicht ins Ziel gekommen (DNF): 1
Weitere Teilnehmer aus deutschsprachigen Ländern und Provinzen:

 Andrea Henkel 37:38,9 min (1+0+2+1) 13. Platz

 Karin Oberhofer 38:19,9 min (3+0+1+0) 20. Platz

 Franziska Hildebrand 38:31,8 min (1+0+1+0) 22. Platz

### Staffel 4 × 6 km
| Platz | Land/Sportlerin                                                                                        | Zeit/Rückstand | Strafrunden + Nachlader                 |
| ----- | --- | -------------- | --------------------------------------- |
| 01    | Norwegen 0000Hilde Fenne 0000Ann Kristin Flatland 0000Synnøve Solemdal 0000Tora Berger                 | 1:08:11,0 h00  | 0+2 1+7 0+2 1+3 0+0 0+2 0+0 0+1         |
| 02    | Ukraine 0000Julija Dschyma 0000Wita Semerenko 0000Valj Semerenko 0000Olena Pidhruschna                 | 00+7,0 s       | 0+3 0+2 0+0 0+1 0+2 0+0 0+1 0+0 0+0 0+1 |
| 03    | Italien 0000Dorothea Wierer 0000Nicole Gontier 0000Michela Ponza 0000Karin Oberhofer                   | 0+11,6 s       | 0+2 0+2 0+0 0+0 0+2 0+0 0+0 0+2 0+0 0+0 |
| 04    | Russland 0000Jekaterina Glasyrina 0000Olga Saizewa 0000Jekaterina Schumilowa 0000Olga Wiluchina        | 0+29,0 s       | 0+0 0+7 0+0 0+1 0+0 0+2 0+0 0+3 0+0 0+1 |
| 05    | Deutschland 0000Franziska Hildebrand 0000Miriam Gössner 0000Laura Dahlmeier 0000Andrea Henkel          | 0+30,9 s       | 0+4 0+7 0+0 0+3 0+3 0+2 0+0 0+0 0+1 0+2 |
| 06    | Frankreich 0000Anaïs Bescond 0000Sophie Boilley 0000Marie-Laure Brunet 0000Marie Dorin-Habert          | 0+36,7 s       | 0+4 0+9 0+0 0+3 0+2 0+1 0+2 0+2 0+0 0+3 |
| 07    | Belarus 0000Nadseja Skardsina 0000Ljudmila Kalintschyk 0000Nastassja Dubaresawa 0000Darja Domratschawa | 0+1:02,2 min   | 1+5 0+2 0+0 0+0 0+1 0+0 1+3 0+1 0+1 0+1 |
| 08    | Slowakei 0000Jana Gereková 0000Anastasiya Kuzmina 0000Martina Chrapánová 0000Paulína Fialková          | 0+2:00,3 min   | 0+7 0+7 0+1 0+2 0+3 0+2 0+2 0+1         |
| 09    | Polen 0000Krystyna Pałka 0000Magdalena Gwizdoń 0000Monika Hojnisz 0000Weronika Nowakowska-Ziemniak     | 0+2:20,3 min   | 1+7 0+6 0+2 0+0 1+3 0+3 0+1 0+2 0+1 0+1 |
| 10    | Tschechien 0000Veronika Vítková 0000Gabriela Soukalová 0000Jitka Landová 0000Barbora Tomešová          | 0+2:54,7 min   | 0+3 1+5 0+1 0+0 0+1 0+1 0+0 1+3 0+1 1+3 |
| …     | |                |                                         |

Datum: Freitag, 15. Februar 2013, 17:15 Uhr
Gemeldet und am Start: 25 Nationen, überrundet (LAP): 7, disqualifiziert (DSQ): 1, die Staffel aus Rumänien mit Réka Ferencz, Éva Tófalvi, Luminița Pișcoran und Orsolya Tófalvi wurde gemäß IBU DR 5.6.h (Verlassen der markierten Strecke, Befahren einer falschen Strecke, Befahren der Runden in einer falschen Reihenfolge oder der falschen Richtung) disqualifiziert.
Weitere Staffeln aus deutschsprachigen Ländern und Staffeln mit Teilnehmerinnen aus deutschsprachigen Regionen:

 Schweiz: Elisa Gasparin, Selina Gasparin,
0000Patricia Jost und Aita Gasparin; 1:12:11,6 h (0+7); 13. Platz

## Mixed

### Staffel 2 × 6 km + 2 × 7,5 km
| Platz | Land/Sportler(in)                                                                             | Zeit/Rückstand | Strafrunden + Nachlader                 |
| ----- | --------------------------------------------------------------------------------------------- | -------------- | --------------------------------------- |
| 01    | Norwegen 0000Tora Berger 0000Synnøve Solemdal 0000Tarjei Bø 0000Emil Hegle Svendsen           | 1:12:04,9 h00  | 0+1 0+3 0+0 0+0 0+0 0+2 0+1 0+0 0+0 0+1 |
| 02    | Frankreich 0000Marie-Laure Brunet 0000Marie Dorin-Habert 0000Alexis Bœuf 0000Martin Fourcade  | 0+20,0 s       | 0+1 0+7 0+0 0+2 0+1 0+2 0+0 0+2 0+0 0+1 |
| 03    | Tschechien 0000Veronika Vítková 0000Gabriela Soukalová 0000Jaroslav Soukup 0000Ondřej Moravec | 0+32,3 s       | 0+3 0+2 0+2 0+1 0+1 0+0 0+0 0+1 0+0 0+0 |
| 04    | Italien 0000Dorothea Wierer 0000Karin Oberhofer 0000Dominik Windisch 0000Lukas Hofer          | 0+58,4 s       | 0+1 0+3 0+0 0+0 0+1 0+1 0+0 0+0 0+0 0+2 |
| 05    | Slowenien 0000Andreja Mali 0000Teja Gregorin 0000Klemen Bauer 0000Jakov Fak                   | 0+1:07,1 min   | 0+2 0+4 0+0 0+1 0+0 0+0 0+2 0+2 0+0 0+1 |
| 06    | Russland 0000Olga Saizewa 0000Olga Wiluchina 0000Anton Schipulin 0000Dmitri Malyschko         | 0+1:26,5 min   | 1+7 0+2 0+0 0+1 0+1 0+0 0+3 0+0 1+3 0+1 |
| 07    | Slowakei 0000Jana Gereková 0000Anastasiya Kuzmina 0000Pavol Hurajt 0000Matej Kazár            | 0+1:32,7 min   | 0+5 0+3 0+0 0+1 0+1 0+2 0+1 0+0 0+3 0+0 |
| 08    | Vereinigte Staaten 0000Annelies Cook 0000Susan Dunklee 0000Lowell Bailey 0000Leif Nordgren    | 0+1:32,8 min   | 0+3 0+4 0+0 0+3 0+0 0+1 0+2 0+0 0+1 0+0 |
| 09    | Ukraine 0000Julija Dschyma 0000Natalja Burdyga 0000Andrij Derysemlja 0000Serhij Sednjew       | 0+1:50,9 min   | 1+4 0+4 0+0 0+2 0+0 0+1 1+3 0+1 0+1 0+0 |
| 10    | Polen 0000Krystyna Pałka 0000Magdalena Gwizdoń 0000Łukasz Szczurek 0000Krzysztof Pływaczyk    | 0+1:53,8 min   | 0+3 0+4 0+1 0+0 0+2 0+1 0+0 0+1 0+0 0+2 |
| …     |                                                                                               |                |                                         |

Datum: Donnerstag, 7. Februar 2013, 17:30 Uhr
Gemeldet und am Start: 27 Nationen, überrundet (LAP): 8, nicht beendet (DNF): 0
Weitere Staffeln aus deutschsprachigen Ländern und Provinzen:
 Schweiz: Elisa Gasparin, Selina Gasparin,
0000Claudio Böckli und Benjamin Weger 1:14:45,5 h (0+9) 12. Platz

 Deutschland: Andrea Henkel, Miriam Gössner,
0000Simon Schempp und Andreas Birnbacher 1:14:45,6 h (1+10) 13. Platz

 Österreich: Iris Schwabl, Romana Schrempf,
0000Julian Eberhard und Dominik Landertinger 1:16:51,5 h (5+12) 17. Platz

## Medaillenspiegel
| Platz | Land               | Gold | Silber | Bronze | Gesamt |
| ----- | ------------------ | ---- | ------ | ------ | ------ |
| 01    | Norwegen           | 8    | 2      | 1      | 11     |
| 02    | Frankreich         | 1    | 4      | 0      | 5      |
| 03    | Ukraine            | 1    | 1      | 3      | 5      |
| 04    | Belarus            | 1    | 0      | 0      | 1      |
| 05    | Deutschland        | 0    | 1      | 1      | 2      |
| 05    | Polen              | 0    | 1      | 1      | 2      |
| 05    | Russland           | 0    | 1      | 1      | 2      |
| 08    | Vereinigte Staaten | 0    | 1      | 0      | 1      |
| 09    | Italien            | 0    | 0      | 1      | 1      |
| 09    | Schweden           | 0    | 0      | 1      | 1      |
| 09    | Slowenien          | 0    | 0      | 1      | 1      |
| 09    | Tschechien         | 0    | 0      | 1      | 1      |

| Platz | Sportler               | Gold | Silber | Bronze | Gesamt |
| ----- | ---------------------- | ---- | ------ | ------ | ------ |
| 01    | Emil Hegle Svendsen    | 4    | 0      | 1      | 5      |
| 02    | Tarjei Bø              | 3    | 0      | 0      | 3      |
| 03    | Martin Fourcade        | 1    | 4      | 0      | 5      |
| 04    | Ole Einar Bjørndalen   | 1    | 0      | 0      | 1      |
| 04    | Henrik L’Abée-Lund     | 1    | 0      | 0      | 1      |
| 06    | Alexis Bœuf            | 0    | 2      | 0      | 2      |
| 07    | Anton Schipulin        | 0    | 1      | 1      | 2      |
| 08    | Jean-Guillaume Béatrix | 0    | 1      | 0      | 1      |
| 08    | Tim Burke              | 0    | 1      | 0      | 1      |
| 08    | Simon Fourcade         | 0    | 1      | 0      | 1      |
| 11    | Andreas Birnbacher     | 0    | 0      | 1      | 1      |
| 11    | Jakov Fak              | 0    | 0      | 1      | 1      |
| 11    | Erik Lesser            | 0    | 0      | 1      | 1      |
| 11    | Fredrik Lindström      | 0    | 0      | 1      | 1      |
| 11    | Ondřej Moravec         | 0    | 0      | 1      | 1      |
| 11    | Arnd Peiffer           | 0    | 0      | 1      | 1      |
| 11    | Simon Schempp          | 0    | 0      | 1      | 1      |
| 11    | Jaroslav Soukup        | 0    | 0      | 1      | 1      |

| Platz | Sportlerin           | Gold | Silber | Bronze | Gesamt |
| ----- | -------------------- | ---- | ------ | ------ | ------ |
| 01    | Tora Berger          | 4    | 2      | 0      | 6      |
| 02    | Synnøve Solemdal     | 2    | 0      | 0      | 2      |
| 03    | Olena Pidhruschna    | 1    | 1      | 1      | 3      |
| 04    | Darja Domratschawa   | 1    | 0      | 0      | 1      |
| 04    | Hilde Fenne          | 1    | 0      | 0      | 1      |
| 04    | Ann Kristin Flatland | 1    | 0      | 0      | 1      |
| 07    | Walentyna Semerenko  | 0    | 1      | 1      | 2      |
| 07    | Wita Semerenko       | 0    | 1      | 1      | 2      |
| 09    | Marie-Laure Brunet   | 0    | 1      | 0      | 1      |
| 09    | Marie Dorin-Habert   | 0    | 1      | 0      | 1      |
| 09    | Julija Dschyma       | 0    | 1      | 0      | 1      |
| 09    | Andrea Henkel        | 0    | 1      | 0      | 1      |
| 09    | Krystyna Pałka       | 0    | 1      | 0      | 1      |
| 14    | Nicole Gontier       | 0    | 0      | 1      | 1      |
| 14    | Monika Hojnisz       | 0    | 0      | 1      | 1      |
| 14    | Karin Oberhofer      | 0    | 0      | 1      | 1      |
| 14    | Michela Ponza        | 0    | 0      | 1      | 1      |
| 14    | Gabriela Soukalová   | 0    | 0      | 1      | 1      |
| 14    | Veronika Vítková     | 0    | 0      | 1      | 1      |
| 14    | Dorothea Wierer      | 0    | 0      | 1      | 1      |

## Hinweise
1. 1 2 3 4 5 6 7 8 9 10 11  Startzeit in MEZ
2. ↑  Nove Mesto - 2012/2013 World Championship, Men 10 km Sprint, biathlon.com.ua (englisch). Abgerufen am 19. Juli 2023
3. ↑  Nove Mesto - 2012/2013 World Championship, Men 12.5 km Pursuit, biathlon.com.ua (englisch). Abgerufen am 19. Juli 2023
4. ↑  Nove Mesto - 2012/2013 World Championship, Men 20 km Individual, biathlon.com.ua (englisch). Abgerufen am 19. Juli 2023
5. ↑  Nove Mesto - 2012/2013 World Championship, Men 15 km Mass, biathlon.com.ua (englisch). Abgerufen am 19. Juli 2023
6. ↑  4x7.5 km Relay - Nove Mesto, Biathlon, World Championship, Saturday 16.Feb 2013, Czech Republic, firstskisport.com (englisch). Abgerufen am 19. Juli 2023
7. ↑  Nove Mesto - 2012/2013 World Championship, Women 7.5 Km Sprint, biathlon.com.ua (englisch). Abgerufen am 19. Juli 2023
8. ↑  IBU VERANSTALTUNGS- UND WETTKAMPFREGELN, S. 57, wsv-ski.de (PDF; 553 KB). Abgerufen am 19. Juli 2023
9. ↑  Nove Mesto - 2012/2013 World Championship, Women 10 km Pursuit, biathlon.com.ua (englisch). Abgerufen am 19. Juli 2023
10. ↑  Nove Mesto - 2012/2013 World Championship, Women 15 km Individual, biathlon.com.ua (englisch). Abgerufen am 19. Juli 2023
11. ↑  Nove Mesto - 2012/2013 World Championship, Women 12.5 km Mass, biathlon.com.ua (englisch). Abgerufen am 19. Juli 2023
12. ↑  4x6 km Relay - Nove Mesto, Biathlon, World Championship, Friday 15.Feb 2013, Czech Republic, firstskisport.com (englisch). Abgerufen am 19. Juli 2023
13. ↑  Mixed Relay - Nove Mesto, Biathlon, World Championship, Thursday 7.Feb 2013, Czech Republic, firstskisport.com (englisch). Abgerufen am 19. Juli 2023